# Наїм Кріезіу
Наїм Кріезіу (алб. Naim Krieziu, серб. Најим Кријезију, 1 січня 1918, Джяковіца — 20 березня 2010, Рим) — албанський футболіст, що грав на позиції півзахисника. По завершенні ігрової кар'єри — тренер.
Виступав, зокрема, за клуби «Рома» та «Наполі». Чемпіон Італії.

## Ігрова кар'єра
Наїм Кріезіу, косовський албанець за національністю, народився в місті Джяковіца, Королівство Сербія, на той момент часу окуповаому військами Центральних держав. Але ще в юному віці переїхав до свого брата, який мешкав у албанській Тирані і працював там чиновником. Зв'язки брата допомогли влаштувати Наїма в місцевий футбольний клуб «Тирана», за основу якого той став грати вже в 15 років, а через рік дебютував і в збірній Албанії. Крієзіу був особливо швидким правим півзахисником, здатним пробігти 100 метрів за 11 секунд/
У 1939 році Албанія була окупована італійськими військами і стала протекторатом країни, а албанці громадянами Італії. Багато футбольних клубів Італії стали шукати в Албанії гравців для своїх клубів, так був помічений і Кріезіу, потрапивши на очі вчителю фізичної культури, надісланому в місцевий університет з Італії, який і направив гравця в столичний клуб «Рома», і одночасно в Римський столичний університет, де Наїм зміг би закінчити свою освіту.
Відразу після перегляду в «Ромі» і лише одного зіграного матчу, керівники клубу відвезли Кріезіу на вулицю Трітоні, де містився офіс клубу, і підписали з ним контракт, який став першим у його житті. 10 березня 1940 року Кріезіу дебютував за «Рому» в офіційній грі, в матчі чемпіонату Італії проти «Барі», який «Рома» виграла 4:2, а сам Кріезіу зробив голевий пас. Наїм виступав за «Рому» протягом 8 років, він виграв з клубом перший у його історії чемпіонат Італії у 1942 році, за що отримав невелику, навіть по тих часах суму в 500 лір.
У 1947 році Кріезіу був куплений клубом «Наполі», що заплатив за гравця 18 млн лір. У першому сезоні для неаполітанців клуб опустився у Серію B. Тут він залишився два сезони, перш ніж зміг повернутися на сезону 1950/51 у верхній дивізіон. Загалом грав за неаполітанську команду 6 років, поки не завершив кар'єру в 1953 році.

## Кар'єра тренера
Завершивши кар'єру гравця, Кріезіу став тренером, очоливши як граючий тренер клуб Серії D «Турріс». Потім певний час працював асистентом головних тренерів «Роми», а потім у клубі «Альмас Рома».
У листопаді 1963 року був тимчасовим головним тренером «Роми», після того, як подав у відставку Альфредо Фоні, щоправда, пропрацював на цій посаді лише один матч — проти «Торіно» (3:0).
Після завершення тренерської кар'єри Кріезіу працював скаутом «Роми», зокрема він знайшов для команди такого гравця, як Джузеппе Джанніні.
Помер 20 березня 2010 року на 93-му році життя у Римі й був останнім живим гравцем знаменитого першого Скудетто «Роми». У день його смерті «Рома» зіграла матч чемпіонату проти «Удінезе» з траурними пов'язками.

## Титули і досягнення

### Як гравця
- Чемпіон Італії (1):

«Рома»: 1941–42